# Rue Goossens
Pour les articles homonymes, voir Goossens.
La rue Goossens (en néerlandais : Goossensstraat) est une rue bruxelloise de la commune de Schaerbeek qui va de la chaussée de Haecht (place Pogge) à la rue des Ailes.
La numérotation des habitations va de 1 à 43 pour le côté impair et de 2 à 30 pour le côté pair.

## Origine du nom de la rue
La rue porte le nom d'un ancien bourgmestre (1800-1807) schaerbeekois, André Goossens, né à Schaerbeek le 17 novembre 1772 et décédé à Schaerbeek le 5 mars 1807. Elle s'appelait précédemment petite rue des Ailes en référence à la rue des Ailes voisine.
D'autres voies ont reçu le nom d'un ancien bourgmestre schaerbeekois :
- place Colignon
- avenue et place Dailly
- avenue Docteur Dejase
- avenue Raymond Foucart
- rue Geefs
- place Général Meiser
- rue Herman
- avenue Huart Hamoir
- rue Guillaume Kennis
- rue Ernest Laude
- rue Massaux
- boulevard Auguste Reyers
- rue Van Hove

## Adresses notables
- no 17 : Bibliothèque libre André Vermeulen
- no 19-21 : ancienne salle Vermeulen (théâtre en intérieur d'îlot) [1],[2],[3],[4]